# 豊橋市立二川小学校
豊橋市立二川小学校（とよはししりつ ふたがわしょうがっこう）は、愛知県豊橋市二川町にある公立小学校。

## 概要
- 大岩町の一部、二川町（梅田川以北）、大脇町などが校区であり、公立中学校の進学先は豊橋市立二川中学校である。
- 旧・渥美郡二川町の小学校であった。

## 沿革
- 1873年（明治6年） -
  - 二川村に寛明学校が開校。松音寺を仮校舎とする。
  - 大岩村に大岩学校が開校。大岩寺を仮校舎とする。
- 1878年（明治11年） - 寛明学校が第22小学二川学校、大岩学校が第8小学大岩学校に改称する。
- 1879年（明治12年） - 第22小学二川学校が校舎を新築し、移転する。
- 1880年（明治13年）12月 - 第22小学二川学校が第17小学二川学校、第8小学大岩学校が第18小学大岩学校に改称する。
- 1883年（明治16年） - 第18小学大岩学校が校舎を新築し、移転する。
- 1887年（明治20年） - 二川学校、大岩学校、谷川学校を統合し、尋常小学二川学校となる。本校は旧・二川学校に置き、旧・大岩学校は大岩分校となる。旧・谷川学校は谷川分教場となる。
- 1889年（明治22年） 4月1日 - 大岩村、二川村、谷川村が合併し、大川村が発足する。
- 1892年（明治25年） - 二川尋常小学校に改称する。
- 1893年（明治26年）
  - 1月 - 大岩分校が大岩尋常小学校、谷川分教場が谷川尋常小学校として独立する。
  - 6月23日 - 大川村が町制施行。大川町となる。
- 1895年（明治28年） - 大川高等小学校が開校する。
- 1896年（明治29年）7月1日 - 大川町から谷川村が分立する。
- 1897年（明治30年） - 二川尋常小学校、大岩尋常小学校、大川高等小学校を統合し、大川尋常高等小学校となる。
- 1902年（明治35年） - 現在地に校舎を新築し、移転する。
- 1906年（明治39年）7月1日 - 大川町、谷川村、細谷村、小沢村が合併し、二川町が発足する。
- 1907年（明治40年） - 二川町北部尋常高等小学校に改称する。
- 1909年（明治42年）4月 - 二川高等小学校が開校する。それに伴い二川町北部尋常高等小学校の高等科を廃止し、二川町北部尋常小学校に改称する。
- 1918年（大正7年） - 二川高等小学校を廃止する。二川町北部尋常小学校に高等科を設置し、二川尋常高等小学校に改称する。
- 1941年（昭和16年）4月1日 - 二川町北部国民学校に改称する。
- 1947年（昭和22年）4月1日 - 二川町立二川小学校に改称する。
- 1955年（昭和30年）3月1日 - 二川町が豊橋市に編入される。同時に豊橋市立二川小学校に改称する。
- 1958年（昭和33年）4月 - 小沢小学校の校区の一部（現・豊栄町[注釈 1]）が二川小学校の校区となる。
- 1981年（昭和56年） - 新校舎（鉄筋コンクリート造）が完成する。
- 1983年（昭和58年）4月 - 飯村小学校を分離する。
- 1988年（昭和63年）4月 - 二川南小学校を分離する。

## 交通アクセス
- JR東海東海道本線二川駅下車、徒歩約15分。
- 豊鉄バス二川線「住宅前」バス停より徒歩約5分。

豊橋駅前より【56系統】「シンフォニアテクノロジー」行、【57系統】「一里山 」行。

## 周辺施設
- 豊橋市立二川中学校
- 豊橋市立二川南小学校
- 二川幼稚園[1]
- 豊橋市消防本部南消防署二川出張所
- アーレスティ東海工場
- シンフォニア テクノロジー豊橋製作所
- 東海道本線二川駅
- 二川地区市民館[1]
- 二川窓口センター[1]
- 二川駅[1]
- 二川郵便局[1]
- 二川病院[1]
- 曹洞宗大岩寺[1]
- 神道伏見稲荷東洋大教会[1]
- 神明社[1]
- 大岩神明宮[1]
- カットサロン・トヨタ